# Sabana sudanesa oriental
La sabana sudanesa oriental es una ecorregión definida por el WWF. Limita al norte con el Sahel, una franja de sabana de acacias más seca. Al oeste, el macizo de Mandara la separa de la sabana sudanesa occidental. Al sur se encuentra una zona de transición hacia la selva tropical, mosaico de selva y sabana. Al este limita con el macizo Etíope.
Esta ecorregión está incluida, con el nombre de sabanas sudanesas, en la lista Global 200.

## Descripción
La región del Sudd divide la sabana sudanesa oriental en dos bloques:
- El bloque occidental se extiende por el norte de Camerún, el extremo sur de Chad, el norte de la República Centroafricana, el sudeste de Sudán y el este de Sudán del Sur.
- El bloque oriental se extiende desde el norte de Uganda y el extremo noroeste de la República Democrática del Congo, sureste de Sudán del Sur y a lo largo de la región fronteriza entre Sudán, Etiopía y Eritrea.

Limita al norte con la sabana de acacias del Sahel, al este con la selva montana de Etiopía, al sureste con el mosaico de selva y sabana de la cuenca del lago Victoria, la sabana arbustiva de Kenia, la selva montana de África oriental y la selva montana de la falla Albertina; al sur con el mosaico de selva y sabana del norte del Congo, al oeste con la sabana sudanesa occidental y al noroeste con el mosaico del macizo de Mandara.

## Flora
Las especies típicas son árboles y arbustos de Costumbre y Terminativa, y alta se ricura de la especie Peninsular purpúreo.

## Fauna
Entre las especies amenazadas se encuentran el elefante africano (Loxodonta africana), el licaón (Lycaon pictus), el guepardo (Acinonyx jubatus), el leopardo (Panthera pardus), el león (Panthera leo) y el eland de Derby (Taurotragus derbianus). Los rinocerontes negro (Diceros bicornis) y blanco (Ceratotherium simum) eran nativos de esta ecorregión, pero han desaparecido debido a la caza excesiva.

## Endemismos
El nivel de endemismo en la fauna es bajo. Entre los vertebrados, sólo el ratón Mus goundae, el pinzón candela de Reichenow (Lagonosticta umbrinodorsalis), el tejedor de Fox (Ploceus spekeoides), el eslizón Panaspis wilsoni y la serpiente Rhamphiophis maradiensis.

## Estado de conservación
Su estado de conservación está en peligro crítico. El hábitat se ha visto afectado por la agricultura, el fuego y la tala, pero aún se conservan grandes extensiones relativamente intactas.

## Protección
Existen numerosas áreas protegidas, que ocupan cerca del 18% de la ecorregión, pero muchas de ellas no garantizan la conservación debido a la inestabilidad política de la región.
- En Sudán:
  - Parque Nacional del Dinder
  - Parque Nacional de Radom
- En Sudán del Sur:
  - Parque Nacional de Boma
- En Chad:
  - Parque Nacional de Zakouma
- En la República Centroafricana:
  - Parque Nacional del Manovo-Gounda St. Floris
  - Parque Nacional de Bamingui-Bangoran
- En Etiopía:
  - Parque Nacional de Gambela
- En Uganda:
  - Parque Nacional del Monte Kei